# Bilew
Bilew – wieś w Polsce położona w województwie łódzkim, w powiecie łaskim, w gminie Sędziejowice. W latach 1975–1998 miejscowość administracyjnie należała do województwa sieradzkiego. 
Wieś nad Grabią. Nazwa pochodzi od przezwiska Biel (według S. Zajączkowskiego). Pierwsza wzmianka z 1309 r.: Bielow, powtórzona w 1386 r. W 1390 r. występują: Petr de Belowo, Jaszko de Belowo i Jaszko de Belawi, a w księgach ziemskich Sieradzkiego z r. 1417 – Sczibor de Belowo. U Jana Łaskiego (w Liber beneficiorum... s.482-3) Byelow-villa, par. Marzenin. W 1511 r. - Bielowy desert (pustkowie), a w 1552 r. Bieliów. W 1827 r. wieś liczyła 15 domów i 132 mieszkańców. Wieś na przełomie XVIII/XIX w. stanowiła własność Bogumiła Walewskiego, który ją sprzedał wraz z Gajewnikami Antoniemu Prądzyńskiemu h. Grzymała 16 VI 1810 r., po nim władał nią jego syn – Ignacy, do 1862 r., kiedy to sprzedał ją Arnolfowi Nowina Młoszewskiemu. Prądzyńscy (ojciec i syn) w okresie trwania partyzantki płk. Józefa Zaliwskiego udzielali pomocy jego emisariuszom: Antoniemu, Faustynowi i Walentemu – braciom Sulimierskim, co spowodowało ich aresztowanie i postawienie przed Komisją Śledczą. Wobec Antoniego zastosowano tylko dozór policyjny, Ignacego karnie wcielono do Korpusu Orenburskiego, z którym uczestniczył w wyprawie w 1839/1840 r. w celu podboju Chanatu Chiwy (Kazachstan). Prądzyński w 1842 r. wrócił do kraju i w 1844 r. ożenił się z Xawerą Sulimierską. A. Młoszewski sprzedał dobra Bilew i Gajewniki w 1866 r. Marii z Białeckich – żonie hr. Stadnickiego, w ich posiadaniu dobra te były do 1900 r., kiedy to na publicznej licytacji zostały sprzedane Walerianowi Garszyńskiemu, który następnie je rozparcelował.